# Daniel Mobaeck
Daniel Mobaeck (ur. 22 maja 1980 w Kalmarze) – szwedzki piłkarz grający na pozycji obrońcy. Jest wychowankiem Edsbruks IF. Trzykrotny reprezentant Szwecji. Od 2005 roku gra w IF Elfsborg. Wcześniej występował w Kalmar FF i Kalmar AIK.